# Jindřich Štolfa

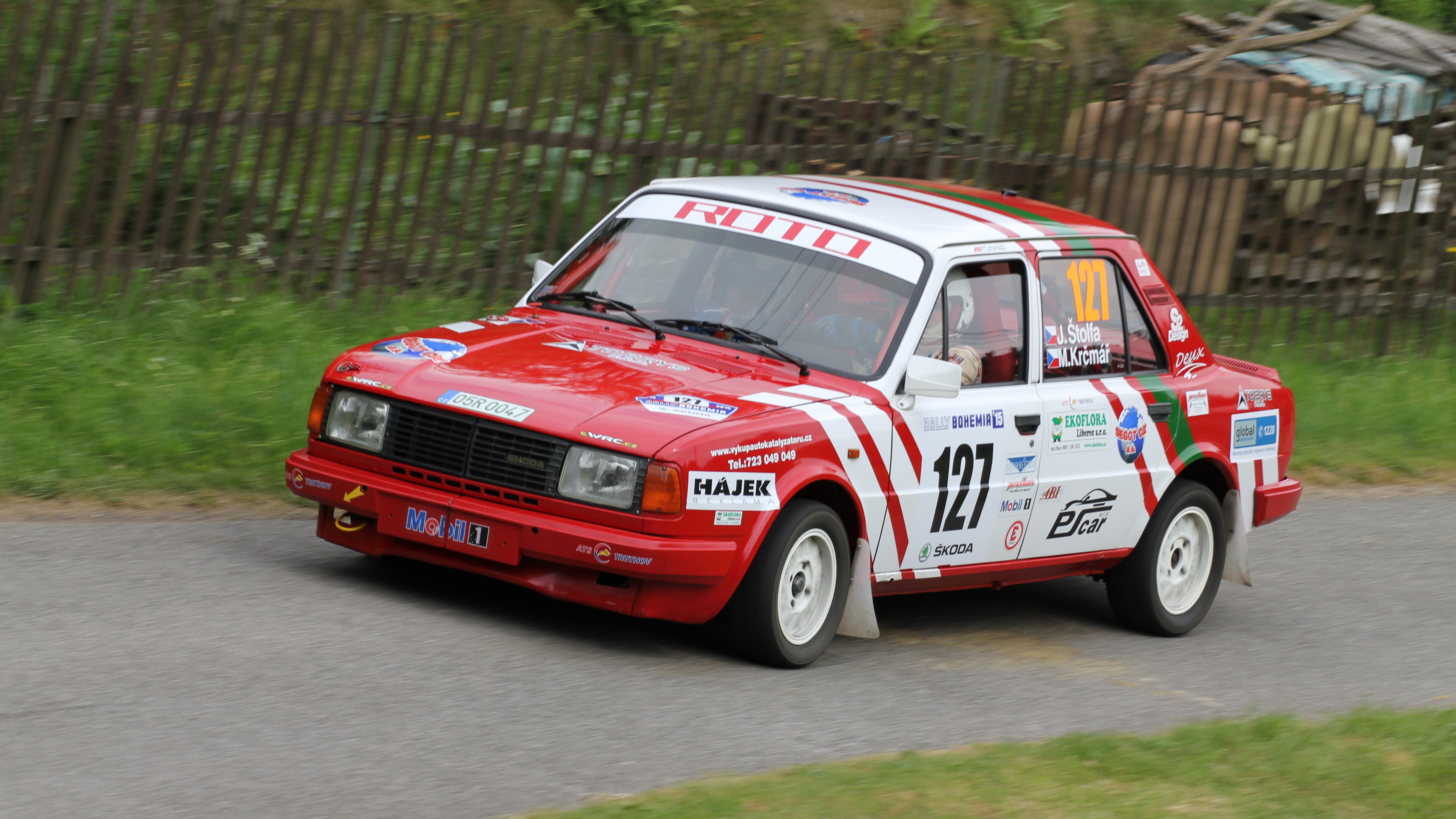
Štolfova Škoda 130 L na Rally Bohemia Historic 2015

Jindřich Štolfa (* 10. února 1952 Vrchlabí) je český rallyový jezdec, účastník Mistrovství Evropy v rallye, 2L MS a Mistrovství světa v rallye a bývalý pilot týmu Škoda Motorsport.

## Kariéra
Svou první soutěž odjel Štolfa v roce 1985 s vozem Škoda 120 patřící AMK Vrchlabí. Jeho navigátory byli v letech 1985–1986 Miloš Novotný, poté Zdeněk Hawel (1987–1992, 2012–?), Radek Havlíček (1992–1993), Miroslav Fanta (1993–2000), Tomáš Singer (2001–2002), Vladimír Tichý (2003) a Renáta Mourková (2004–2009). Za tým Škoda jezdil Štolfa v letech 1990–1997. Jeho vozy byly Škoda Favorit a později Škoda Felicia Kit Car. V současnosti jezdí Mistrovství České republiky historických automobilů (MČRHA) s vozy Škoda 130L a Rover Metro.

## Výsledky

### WRC
| Rok  | Tým              | Vůz                   | 1   | 2   | 3   | 4   | 5   | 6   | 7   | 8   | 9   | 10     | 11  | 12      | 13  | 14  | 15 | 16 | WRC | Body |
| ---- | ---------------- | --------------------- | --- | --- | --- | --- | --- | --- | --- | --- | --- | ------ | --- | ------- | --- | --- | -- | -- | --- | ---- |
| 1997 | Škoda Motorsport | Škoda Felicia Kit Car | MON | SWE | KEN | POR | ESP | FRA | ARG | GRE | NZL | FIN 27 | IDN | ITA Ret | AUS | GBR |    |    | NC  | 0    |